# 극장판 진격의 거인 ~크로니클~
《극장판 진격의 거인 크로니클》(일본어: 劇場版 進撃の巨人 クロニクル)는 2020년에 개봉한 일본의 애니메이션 영화이다.

## 줄거리
이번에는 Season 1~3까지 전59화가 방송된 TV 애니메이션을 하나의 영화로 재편집.
거인의 침공으로 인류를 지키는 벽이 파괴된 "그 날"부터 모든 거인의 구축을 맹세한 소년 엘런 예거의 싸움과 성장의 궤적을 쫓은 바로 "진격의 거인" 입문편이라고 해야 할 작품이다.
NHK 종합에서 "The Final Season"이 방송 예정.
엘런 일행의 이야기도 드디어 막바지를 맞이하게 된다.
그 전의 예습으로, 또 복습으로 꼭 보셨으면 한다.

## 내레이션
- 카지 유우키 : 에렌 목소리 역, 그리샤 예거 일대기 대역
- 이시카와 유이 : 미카사 목소리 역
- 이노우에 마리나 : 아르민 목소리 역